# Unieradz
Unieradz (niem. Neurese) – wieś sołecka w Polsce położona w województwie zachodniopomorskim, w powiecie kołobrzeskim, w gminie Siemyśl. Wieś jest siedzibą sołectwa Unieradz, w skład którego wchodzi również Izdebno.
Według danych z 31 grudnia 2013 r. Unieradz miał 79 mieszkańców.

## Położenie
Unieradz leży przy drodze powiatowej Gościno – Nieżyn. Leży 2 km na wschód od Nieżyna i 5 km na zachód od Gościna.

## Historia
Po raz pierwszy miejscowość wzmiankowana w 1266 r. jako Nerese, kiedy to biskup kamieński Hermann von Gleichen sprzedał wieś klasztorowi w Dargun. Po pokoju westfalskim i podziale księstwa pomorskiego wieś wchodziła w skład Brandenburgii, potem Prus i Niemiec. W II połowie XVII w. właścicielem wsi stał się ród von Mantueffel. W XVIII w. miejscowość stopniowo przejął z rąk Manteuffelów starosta – landrat i burmistrz Kołobrzegu Ewald Joachim von Eichmann. W następnych latach Unieradz uległ podziałowi na majątki A i B, często zmieniające właścicieli (majątek „A” został potem rozparcelowany). Według danych z 1910 r. Unieradz liczył 347 mieszkańców. Był siedzibą okręgu (Amt) obejmującego Siemyśl oraz Nieżyn. Należał do parafii ewangelickiej w Siemyślu. Od 1945 r. wchodzi w skład Polski. W latach 1950–1998 miejscowość administracyjnie należała do województwa koszalińskiego.

## Zabytki
- Kościół filialny pw. św. Michała Archanioła z XIII w., romański, murowany z kamieni polnych. Jeden z najstarszych kościołów powiatu kołobrzeskiego. W XV bądź XVI w. został powiększony poprzez dobudowanie drewnianej, szalowanej wieży o lekko pochyłych ścianach[10][11]. W świątyni znajdują się witraże z herbami Manteufflów i Stojenthinów z XVI w., oraz mosiężny żyrandol z XIX w.[12]

## Wspólnoty religijne
Unieradz wchodzi w skład parafii rzymskokatolickiej pw. św. Andrzeja Boboli w Gościnie, zaś kościół pw. św. Michała Archanioła jest filią kościoła parafialnego w Gościnie.